# Kirov Air Enterprise
Kirov Air Enterprise (Russisch: Кировское Авиапредприятие) is een Russische luchtvaartmaatschappij met haar thuisbasis in Kirov.

## Geschiedenis
Kirov Air Enterprise is opgericht in 1992 als opvolger van Aeroflots Kirov divisie.

## Vloot
De vloot van Kirov Air Enterprise bestaat uit: (nov.2006)
- 3 Antonov AN-26(A)
- 1 Antonov AN-26B
- 2 Antonov AN-24V